# Lycodon namdongensis
Lycodon namdongensis — вид змій з родини полозових (Colubridae). Описаний у 2019 році вченими з Університету лісництва (В'єтнам), Кельнського університету (Німеччина), В'єтського центру охорони природи та Університету природничих наук (В'єтнам).

## Поширення
Ендемік В'єтнаму. Типові зразки самців зібрані 13 червня 2017 року у вапняковому гірському лісі у заповіднику Нам Донг в окрузі Куан Сон в провінції Тханьхоа на півночі країна.

## Опис
Загальна довжина 723 мм; співвідношення хвіст/загальна довжина 0,205; верхня частина голови білувато-сіра; спинна поверхня тіла з 23 вузькими сірувато-кремовими смугами; дорсальна поверхня хвоста з 14 кремовими смугами; черевна поверхня тіла здебільшого кремова з кількома дрібними темними плямами ззаду; черевна поверхня хвоста темно-сіра.